# Nottingham Trophy 1950
Nottingham Trophy 1950 je bila enajsta neprvenstvena dirka Formule 1 v sezoni 1950. Odvijala se je 7. avgusta 1950.

## Dirka
| Poz | Dirkač           | Dirkalnik        | Čas/Odstop |
| --- | ---------------- | ---------------- | ---------- |
| 1   | David Hampshire  | Maserati 4CLT/48 | 25m21.4    |
| 2   | Reg Parnell      | Maserati 4CLT/48 | 25m26.4    |
| 3   | Geoff Richardson | ERA              | +1 krog    |
| 4   | Gillie Tyrer     | BMW 328 Sports   | +2 kroga   |